# Шевченково (Киево-Святошинский район)
Шевченково (укр. Шевченкове) — село входит в Бучанский район Киевской области Украины.
Село находится в составе города Белогородка
Население по переписи 2001 года составляло 895 человек. Почтовый индекс — 08140. Телефонный код — 4598. Занимает площадь 11 км².

## Местный совет
08140, Київська обл., Києво-Святошинський р-н, с. Білогородка, вул. Леніна, 33